# Луговет
Луговет (рум. Câmpia) је насеље у општини Соколовац, која припада округу Караш-Северин у Румунији. У српској литератури среће се и назив села као Ланговет (1866). Насеље је значајно по присутној српској националној мањини у Румунији.

## Положај насеља
Село Луговет се налази на реци Нери, близу њеног ушћа у Дунав, у румунском делу Баната (код месних Срба овај његов део познат је и као Пољадија). Наспрам села налази се Бела Црква, у Србији.

## Историја
По "Румунској енциклопедији" место се први пут јавља по одласку Турака из Баната. Село је евидентирано 1723. године као "Лангенфелд", а православна црква 1755. године. Колонизовани Немци су отишли током рата 1738. године, а на њихово место су убрзо дошли Срби и Румуни. Црква је типична за оно време: ниска, од плетера, покривена шиндром и са торњем дрвеним. Храм посвећен Св. пророку Јеремији, срушен је као дотрајао 1847. године. То свето место је остало празно, и ту је накнадно 1873. године озидан спомен-крст, са натписом.
Царски ревизор Ерлер је 1774. године пописао сва банатска места. Тако помиње милитарско место "Langenfeld", које се налази у Јасеновачком округу, Новопаланачког дистрикта, и насељено Србима. Православно парохијско звање у "Langofetu" је основано 1775. године, а воде се црквене матичне књиге од 1778. године.
Месни учитељ 1809. године био је Вукул Томашевић, а помиње се као претплатник једне српске филозофске књиге.
Средином 19. века број становника у Луговету опада. Статистика показује да је 1847. године ту живело 842 становника, а две деценије касније број се смањио на 768 душа. По митрополијском извештају 1865. године у "Ланговету" је било 842 православца, у парохији шесте класе.
Лунговет је 1905. године мала општина, у Новомолдавском срезу. Ту живи 1.416 становника у 284 дома, од којих је Срба православних 1.009 душа са 214 кућа. Од јавних здања ту су српска православна црква и једна комунална школа. Последња пошта је гласила на Соколовац, а брзојав био у Белој Цркви.
Тражили су Румуни из Луговета 1906. године, да буду адфилирани у белоцркванску православну румунску парохију. До тада их је опслуживао српски свештеник у месту, са одобрењем виших црквених власти.

## Становништво
По последњем попису из 2002. године село Луговет имало је 643 становника. Последњих деценија број становника опада.
Село је од давнина било вишенародно, а месни Срби су одувек били већина. Последњих година њихов удео у укупном становништву опада. Национални састав на појединим пописима био је следећи:
| Година пописа | 1910. год.    | 1992. год.  | 2002. год.  |
| Укупно ст.    | 1.572         | 690         | 643         |
| Срби          | 1.187 (75,5%) | 409 (59,3%) | 339 (52,7%) |
| Румуни        | 350 (22,3%)   | 254 (36,8%) | 286 (44,5%) |
| остали        | 35 (2,2%)     | 27 (3,9%)   | 18 (2,8%)   |

## Религија
Нова луговетска црква посвећена Св. пророку Јеремији је зидана 1846—1847. године. Унутрашње украшавање је било завршено тек 1913. године. Нацрт унутрашње опреме је сачинио црквени трговац Ивковић из Новог Сада. Целокупан рад на изради иконостаса (и позлата) поверен је Миливоју Брандићу, тронове је направио Јосиф Босиок, а сликар Стеван Алексић је све осликао. Храм је 1905. године био у добром стању, снадбевен са три звона. Једну икону са представом Св. Петке су наручили 1906. године од Тоше Татића из Новог Сада, група мештана исељеника у Америци. Значајније оправке биле су 1937. и 1990. године.
Године 1846. у храму Св. Илије службу врши парох Симеон Журж. Парохија у месту је 1905. године шесте платежне класе, има српско православно гробље. Црквена општина је уређена, скупштина редовна под председништвом Симе Томашевића. Има парохијски дом и парохијску сесију од 34 кј. земље, а црквено-општински земљишни посед је 90 кј. Јереј Сава Влаовић родом из Нештина је 1904-1907. у Луговету парох администратор.

## Образовање
Народни учитељ у Луговету 1844—1846. године је био Сретеније Ракић. Расписан је 1883. године стечај за државног учитеља у српској и мађарској школи у Луговету. Понуђено је новом учитељу: годишња плата од 300 ф., 12 метара огревног дрвета, "ваљани " стан са баштом. Тражен је 1886. године, у Луговету (Langenfeld) српски учитељ за комуналну школу, са годишњом платом 300 ф. Исто је било и претходне 1885. године. Школа у Луговету је 1905. године комунална са општинским карактером. Године 1907. у Луговету у комуналној школи радио је учитељ Румун. Тражено је од угарског министарства да се он отпусти а Србин постави.